# Den gyllene karossen
Den gyllene karossen (franska: Le Carrosse d'or, italienska: La carrozza d'oro) är en fransk-italiensk dramafilm från 1952 i regi av Jean Renoir. Filmen är baserad på Prosper Mérimées pjäs Le Carrosse du Saint-Sacrement från 1829. I huvudrollerna ses Anna Magnani, Odoardo Spadaro och Duncan Lamont.
Filmen handlar om en italiensk Commedia dell'arte-trupp i 1700-tallets Peru och de förvecklingar som uppstår där kring dem. 

## Om filmen
Filmen finns i tre olika språkversioner, engelska, italienska och franska. Renoir föredrog själv den ursprungliga engelska versionen.

## Rollista
- Anna Magnani - Camilla
- Odoardo Spadaro - Don Antonio
- Nada Fiorelli - Isabella
- Dante (Harry August Jensen) - Arlequin
- Duncan Lamont - Ferdinand
- George Higgins - Martinez
- Ralph Truman - Duc de Castro
- Gisella Mathews - Markisinnan Irene Altamirano
- Raf De La Torre - The Chief Justice
- Elena Altieri - Duchesse de Castro
- Paul Campbell - Felipe
- Riccardo Rioli - Ramon, toreador
- William Tubbs - Aubergiste, värdshusvärd
- Jean Debucourt - biskop